# Phryganogryllacris pusilla
Phryganogryllacris pusilla är en insektsart som först beskrevs av Heinrich Hugo Karny 1926.  Phryganogryllacris pusilla ingår i släktet Phryganogryllacris och familjen Gryllacrididae. Inga underarter finns listade i Catalogue of Life.